# Palazzo della Provincia (Bari)
Il Palazzo della Provincia è uno storico edificio di Bari situato sul lungomare Nazario Sauro, 27, sede della Città metropolitana di Bari. Il palazzo ospita la Pinacoteca Metropolitana dedicata a Corrado Giaquinto.

## Storia
Il palazzo venne eretto tra il 1932 e il 1935 secondo il progetto dell'ingegnere Luigi Baffa su commissione dell'Amministrazione provinciale di Bari. Collaborarono allo sviluppo del progetto, realizzato dal 1930 sotto la direzione di Baffa, all'epoca ingegnere capo dell'Ufficio Tecnico Provinciale, alcuni tra i migliori architetti, progettisti e artigiani pugliesi del tempo, tra cui Saverio Dioguardi. Non è ancora chiaro in che misura attribuire il progetto all'uno o all'altro.

## Descrizione
Il palazzo, eretto in stile eclettico, si configura come un imponente edificio dalla planimetria a forma di quadrilatero irregolare. Elemento distintivo del palazzo è la sua torre dell'orologio, la cui altezza, inizialmente prevista di 48,5 metri, venne ulteriormente innalzata di 14 metri. Chiaramente visibile dal mare, caratterizza lo skyline cittadino.